# 마라 파피야스

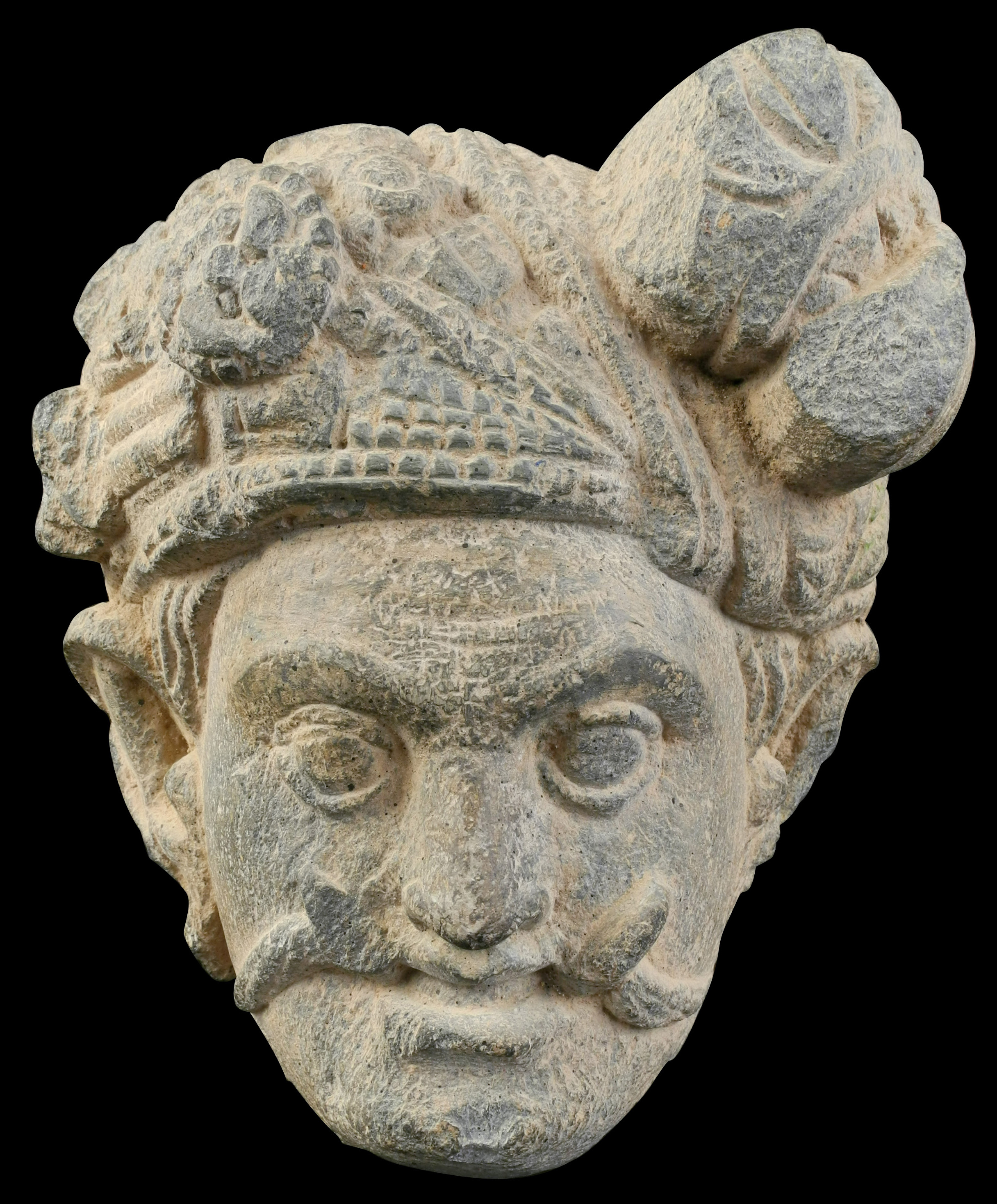
간다라 양식의 마라 부조 조각, 스와트 계곡에서 발견됨

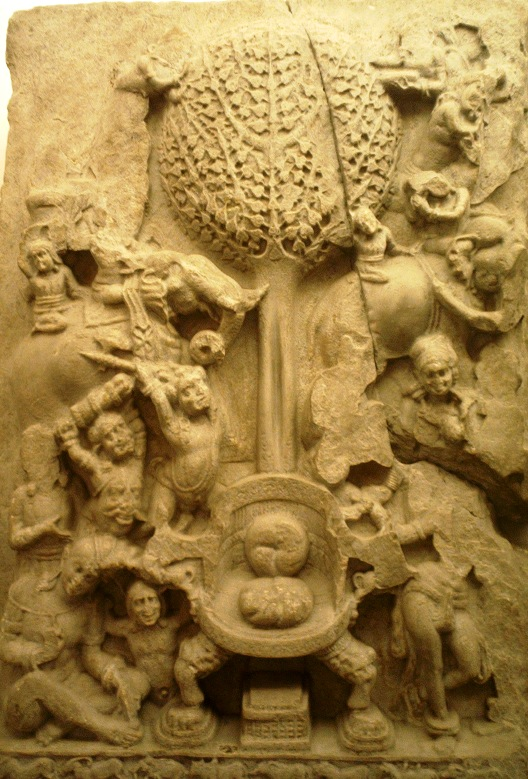
마라의 부처 공격(비형상적 표현: 부처는 그의 보좌로만 상징됨), 2세기, 인도 아마라바티 스투파

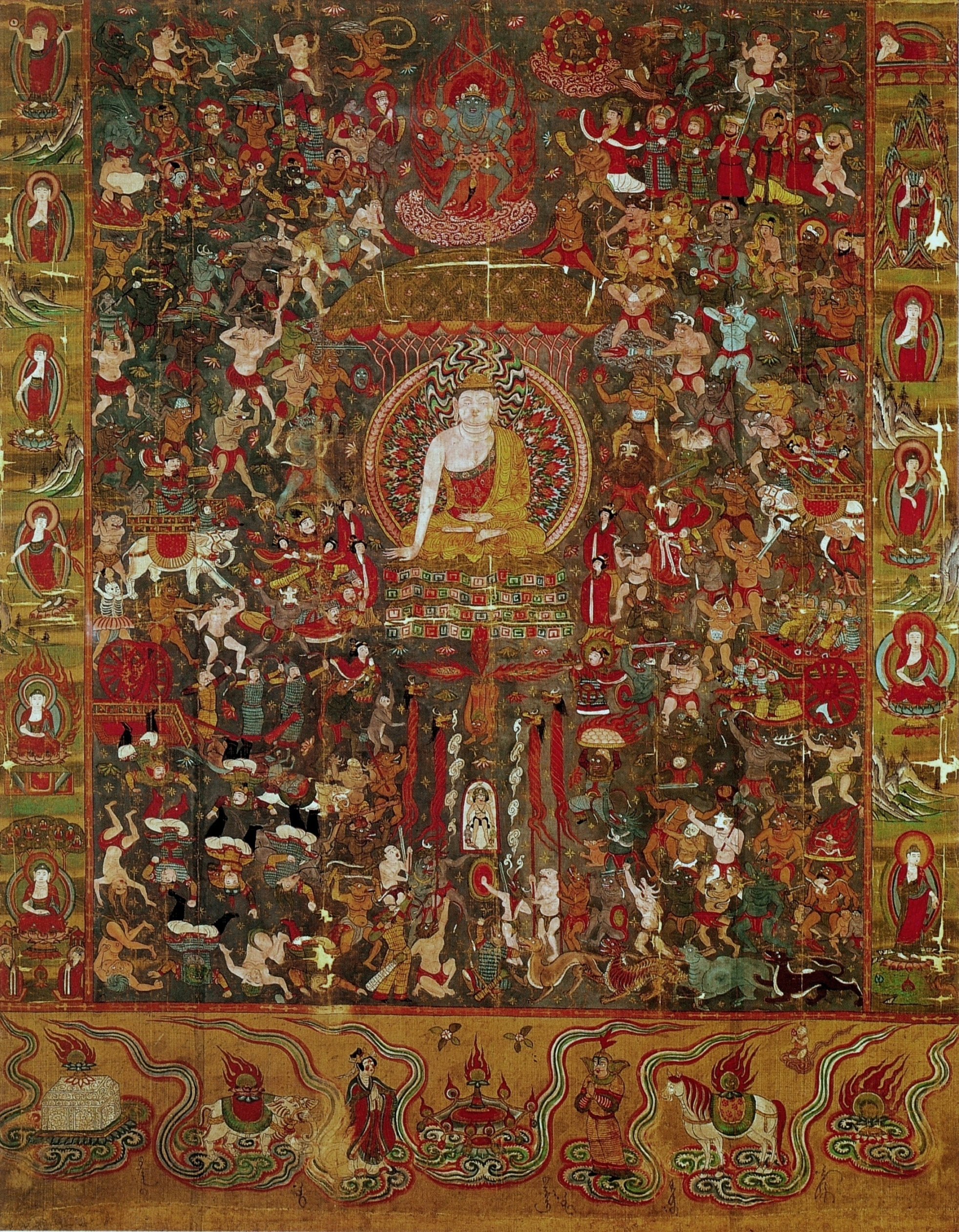
마라와 그의 욕정적인 딸들, 그리고 악마 군대가 부처를 유혹하려 시도하는 모습, 막고굴의 10세기 이콘

마라 파피야스(산스크리트어: मार पापीयस्), 줄여서 마라는 불교에서 사악한 천상의 마왕으로, 싯다르타 태자를 그의 천상 군대와 아름다운 여성들의 환영으로 유혹하여 깨달음을 얻지 못하게 막으려 시도했다. 이 여성들은 여러 전설에서 마라의 딸들로 흔히 언급된다.
불교의 우주론에서 마라는 죽음, 환생, 욕망과 관련이 있다. 냐나포니카 테라는 마라를 "깨달음에 적대적인 세력의 인격화"라고 설명했다.
그는 야마라자의 무시무시한 모습이며, 그와 관련된 모든 존재, 즉 어둠과 죽음은 마라의 세력이 된다. 이 세력은 아수라, 라크샤사, 피샤차, 아라티, 그리고 동물들로 구성된다.

## 기원
그의 이름은 아타르바베다 (기원전 1200년–기원전 1000년)에서 므리튜와 사악한 살인자 아가 마라로 처음 언급된다. 그는 "살인하는 악한 자"라고 불리며, 도덕적으로 나쁠 뿐만 아니라 슬픔, 고통, 불운과 얽힌 존재를 나타내는 "파피얀"으로 불린다.
마라의 기원은 힌두교적이지만, 마라 상징주의의 발전은 불교에 의해 확산되었다.

## 어원
'마라(Māra)'라는 단어는 산스크리트어 동사 어근 'mṛ'에서 유래한다. 현재형은 mṛyate이고, 사역형은 mārayati(어근 모음이 ṛ에서 ār로 강화됨)이다. 마라는 사역형 어근에서 파생된 동사 명사로, '죽음을 초래하는 것' 또는 '살인'을 의미한다. 이 단어는 동일한 어근에서 파생된 죽음을 의미하는 다른 단어들(예: maraṇa 및 mṛtyu)과 관련이 있다. 후자는 죽음을 의인화한 이름이며, 때로는 야마라자와 동일시되기도 한다.
어근 mṛ는 "죽다, 사라지다"라는 의미의 인도유럽조어 동사 어근 *mer와 관련이 있으며, 이는 "죽음, 살인 또는 파괴"의 맥락에서 사용된다. Mallory와 Adams에 따르면, 이 어근은 인도유럽어족에서 "매우 널리 퍼져" 있어 매우 고대어임을 시사한다.

## 마라의 네 가지 유형
전통적인 불교에서는 마라를 네 가지 또는 다섯 가지 은유적 형태로 분류한다.
- 클레샤-마라 (Kleśa-māra) – 탐욕, 증오, 망상과 같은 모든 번뇌로운 감정의 화신으로서의 마라.
- 므리튜-마라 (Mṛtyu-māra) – 죽음으로서의 마라.
- 스칸다-마라 (Skandha-māra) – 모든 유위 존재의 은유적 표현으로서의 마라.
- 데바푸트라-마라 (Devaputra-māra) – 감각적 영역의 천인으로, 부처가 깨달음을 얻는 밤에 환생의 순환으로부터 해탈하는 것을 막으려 시도했다.

## 특징
초기 불교는 마라에 대한 문자적 해석과 심리적 해석을 모두 인정했다.
마라는 욕계에 존재하는 존재로 묘사되기도 하고, 부처 주변에 존재하는 것으로 나타나듯이, 또한 연기에서는 주로 열정의 수호자이자 불교 수행자들의 명상을 방해하는 욕망, 망설임, 두려움의 촉매제로 묘사된다. 경덕전등록은 그를 "파괴를 기뻐하는 자"라고 언급하며, 이는 그가 자재천 천인 중 한 명임을 강조한다.
"마라를 물리치는 부처"는 불상의 흔한 자세이다. 부처는 왼손을 무릎에, 손바닥을 위로 향하게 하고 오른손을 오른쪽 무릎에 얹은 모습으로 묘사된다. 오른손의 손가락은 땅을 만져, 마라에 대항하고 깨달음을 얻었음을 땅에게 증언하도록 한다. 이 자세는 또한 촉지인으로도 불린다.
특정 스리랑카 전통에서는 마라의 탈것이 기리메칼라라고 불리는데, 검은 가죽을 가진 거대한 코끼리로, 높이가 250 요자나에 달한다.

### 세 딸
부처의 깨달음에 대한 일부 기록에 따르면, 악마 마라가 세 딸을 유혹하러 보낸 것이 아니라, 마라가 부처의 깨달음 추구를 방해하려는 시도에서 좌절을 겪은 후 그들이 자발적으로 왔다고 한다. 마라의 세 딸은 탄하(갈증), 아라티(혐오, 불만족), 그리고 라가(애착, 욕망, 탐욕, 정열)로 확인된다. 일례로, 상윳타 니까야의 마라-삼윳따에서 마라의 세 딸이 부처 앞에서 옷을 벗었지만, 그를 유혹하는 데 실패한 것으로 묘사된다.
그들은 아름답게 빛나며 그에게 왔네 –
탄하, 아라티, 그리고 라가 –
하지만 스승은 그들을 그 자리에서 쓸어버렸네
바람이 떨어진 솜털을 날려버리듯이.
마라의 세 딸은 탐욕과 관련된 여성 요정의 일종인 아라티에서 영감을 받았다.

### 마라의 개종
경덕전등록과 덴코로쿠는 모두 승려 우파굽타의 도움으로 마라가 불교로 개종한 이야기를 담고 있다.
이야기에 따르면, 우파굽타는 마투라 왕국으로 여행하여 법을 설파했고 큰 성공을 거두었다. 이로 인해 마라의 궁전이 흔들렸고, 마라 신은 법에 대항하여 파괴적인 힘을 사용하게 되었다. 우파굽타가 삼매에 들자, 마라는 그에게 다가가 옥 목걸이를 그의 목에 걸어주었다.
우파굽타는 이에 응하여 남자, 개, 뱀의 시신을 화환으로 바꾸어 마라에게 선물했다. 마라가 선물의 본질을 알게 되자, 그는 브라흐마에게 도움을 요청하여 그것을 제거해 달라고 했다. 브라흐마는 마라에게 그 목걸이가 부처의 고등 제자에 의해 주어졌기 때문에, 그 효과는 우파굽타에게 귀의함으로써만 완화될 수 있다고 알려주었다.
마라는 인간 세상으로 돌아와 승려 앞에 엎드려 회개했다. 우파굽타의 권유로 그는 법에 해를 끼치지 않겠다고 맹세하고 삼보에 귀의했다.

## 대중문화에서
마라는 로저 젤라즈니의 1967년 소설 신들의 사회에서 환상의 신으로 등장한다.
마라는 여신전생 프랜차이즈와 그 스핀오프에서 반복적으로 등장하는 악마로 나타났다. 여기서 마라는 거대한 페니스가 황금 전차를 타고 있는 모습으로 나온다. 마라는 이 시리즈에서 가장 인기 있는 악마 중 하나로 꾸준히 자리매김했으며, 일부 악마 인기 투표에서는 1위에 오르기도 했다.
2020년, 싱어송라이터 잭 개럿은 "마라"라는 제목의 노래를 발표했다. 부처를 방해하는 마라의 이야기에 영감을 받아, "마라"는 개럿의 강박 사고 경험을 묘사한다.
만화/애니메이션 종말의 발키리에서 하준(영어 번역으로는 파피야스)이라는 캐릭터는 마라에서 영감을 받았으며, 라그나로크 토너먼트 6회전에서 부처의 적이 된다.
나루토에서 우치하 마다라의 인간을 영원한 환술에 가두려는 계획은 마라가 쾌락의 유혹을 통해 인간을 삶의 삼사라에 가두려는 계획과 유사하다. 마다라는 사람들이 그의 존재를 두려워하고 혐오했기 때문에 사람들에게 사랑받지 못했는데, 이는 마라가 당시 사람들로부터 받은 증오와 혐오와 유사하다. 둘 사이의 또 다른 유사점은 둘 다 연민의 진정한 의미를 이해하지 못했기 때문에 추종자를 얻기 위해 조작과 거짓말을 사용했다는 점이다.

### 설명주
1. ↑  산스크리트어: मार, Māra; 싱할라어: මාරයා; 중국어 간체자: 天魔, 병음: Tiānmó or 중국어 간체자: 魔罗, 정체자: 魔羅, 병음: Móluó; 일본어: 魔羅 Mara[*]; also マーラ, Māra or 天魔, Tenma; 한국어: 마라 Mara; 베트남어: Thiên Ma; Tibetan Wylie: bdud; 크메르어: មារ; 버마어: မာရ်နတ်; 태국어: มาร; 타갈로그어: Mara

### 참조주
1. ↑  See, for instance, SN 4.25, entitled, "Māra's Daughters" (Bodhi, 2000, pp. 217–220), as well as Sn 835 (Saddhatissa, 1998, p. 98). In each of these texts, Mara's daughters (Māradhītā) are personified by sensual Craving (taṇhā), Aversion (arati), and Passion (rāga).
2. ↑  Trainor, Kevin (2004). 《Buddhism: The Illustrated Guide》. 옥스퍼드 대학교 출판사. 34쪽. ISBN 9780195173987.
3. ↑  Thera, Nyanaponika (2008). 《The Roots of Good and Evil: Buddhist Texts translated from the Pali with Comments and Introduction》. Buddhist Publication Society. 22쪽. ISBN 9789552403163.
4. ↑  Karetzky (1982): 78.

Raksases can have the form of male terrestrial goblins and animals (owls, vultures and dogs). They can also have the body of a human but these have deformities like three heads or horn on their heads. They act as messengers of Yama.

Pisacas are connected with the death as they are described as flesh-eaters and corpse devourers.

Aratis are female goblins who symbolise illiberaty.

(Karetzky (1982): 79)
5. ↑  Karetzky, Patricia Eichenbaum. "Māra, Buddhist Deity of Death and Desire." East and West, vol. 32, no. 1/4, 1982, pp. 75–92. JSTOR 29756628. Accessed 5 Oct. 2024. p. 77.
6. ↑  Ling (1962): Buddhism and the Mythology of Evil. London. p. 30.
7. ↑  Olson, Carl (2005). 《The Different Paths of Buddhism: A Narrative-Historical Introduction》. 럿거스 대학교 출판부. 28쪽. ISBN 9780813537788.
8. ↑  J. P. Mallory; Douglas Q. Adams (1997). 《Encyclopedia of Indo-European Culture》. Taylor & Francis. 150–153쪽. ISBN 978-1-884964-98-5.
9. ↑  Buswell, Robert Jr; Lopez, Donald S. Jr., 편집. (2013). 《Princeton Dictionary of Buddhism.》. Princeton, NJ: Princeton University Press. 530–531, 550, 829쪽. ISBN 9780691157863.
10. ↑  Williams, Paul (2005). 《Buddhism: The early Buddhist schools and doctrinal history; Theravāda doctrine, Volume 2》. Taylor & Francis. 105–106쪽. ISBN 9780415332286.
11. ↑  Keown, Damien (2009). 《Buddhism》. Sterling Publishing Company. 69쪽. ISBN 9781402768835.
12. ↑  “Mara, Māra: 13 definitions”. 《www.wisdomlib.org》. 2008년 8월 10일.
13. ↑  Jokin, Keizan (2003). “The Denkōroku: The Record of the Transmission of the Light” (PDF). 번역 Hubert Nearman. Mount Shasta, California: OBC Shasta Abbey Press. 2019년 12월 6일에 확인함.
14. ↑  Vogel, Jean Philippe; Barnouw, Adriaan Jacob (1936). 《Buddhist Art in India, Ceylon, and Java》. Asian Educational Services. 70–71쪽.
15. 1 2  “The Buddha's Encounters with Mara the Tempter: Their Representation in Literature and Art”. 《www.accesstoinsight.org》.
16. ↑  Keown, Damien (2004). 《A Dictionary of Buddhism》. 옥스퍼드 대학교 출판부. 174쪽. ISBN 9780191579172.
17. ↑  See, e.g., SN 4.25 (Bodhi, 2000, pp. 217–20), and Sn 835 (Saddhatissa, 1998, p. 98).  In a similar fashion, in Sn 436 (Saddhatissa, 1998, p. 48), taṇhā  is personified as one of Death's four armies (senā) along with desire (kāmā), aversion (arati) and hunger-thirst (khuppipāsā).
18. ↑  SN 4.25, v. 518 (Bodhi, 2000, p. 220).
19. ↑  Karetzky (1982): 79.
20. ↑  Jokin, Keizan (2003). “The Denkōroku: The Record of the Transmission of the Light” (PDF). 번역 Hubert Nearman. Mount Shasta, California: OBC Shasta Abbey Press. 2019년 12월 6일에 확인함.
21. ↑  “Lord of Light Summary”. Shmoop. 2019년 8월 18일에 확인함.
22. ↑  Reggy (2017년 10월 25일). “Shin Megami Tensei Favorite Demon Official Poll Results [Update]”. 《Persona Central》 (미국 영어). 2024년 5월 9일에 확인함.
23. ↑  “Mara Inspiration”. ladygunn. 2020년 2월 5일. 2020년 4월 5일에 확인함.

## 더 읽어보기
- Boyd, James W. (1971). 《Symbols of Evil in Buddhism》. 《The Journal of Asian Studies》 31. 63–75쪽. doi:10.2307/2053052. JSTOR 2053052. S2CID 162777343.
- Guruge, Ananda W.P. (1991). 《The Buddha's encounters with Mara, the Tempter: their representation in Literature and Art》 (PDF). 《Indologica Taurinensia》. 17–18. 183–208쪽. 2014년 11월 22일에 원본 문서 (PDF)에서 보존된 문서.
- Ling, Trevor O. (1962). 《Buddhism and the Mythology of Evil: A Study in Theravada Buddhism》. London: Allen and Unwin.